# Dacia SupeRNova
O Dacia SupeRNova foi um automóvel fabricado pela montadora romena Dacia entre 2000 e 2003.

## História

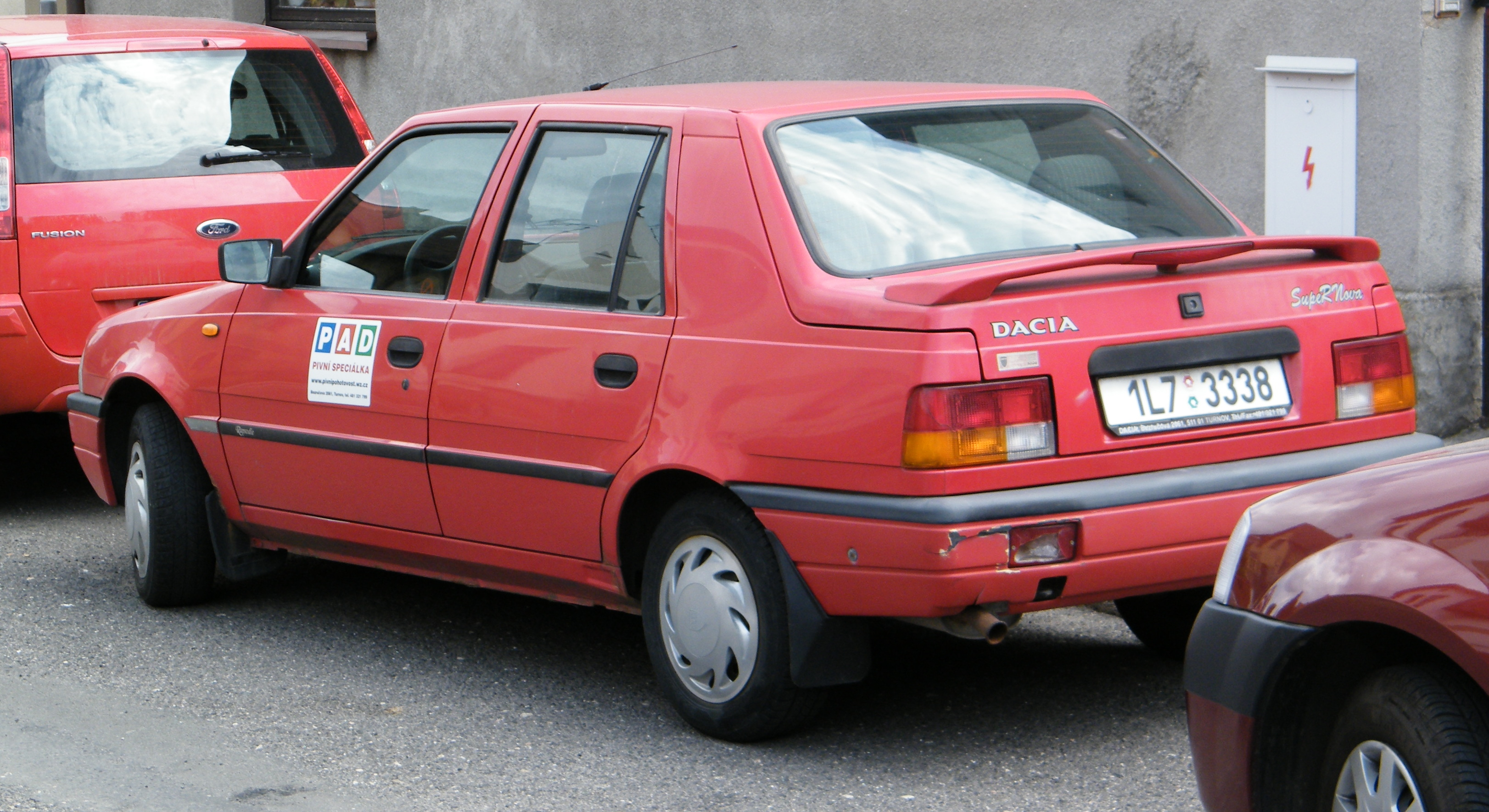
Traseira

Era um layout de tração dianteira montado transversalmente, com motor dianteiro e sob a carroceria do Dacia Nova 1995 reestilizada. O SupeRNova foi o primeiro modelo da Automobile Dacia lançado após a aquisição da empresa pela Renault, em 1999. A melhoria em relação ao modelo Nova consistiu em um novo motor e caixa de câmbio Renault, substituindo a antiga unidade baseada no Cleon-Fonte e caixa de câmbio de projeto romeno.
O "novo" motor era a versão catalisada e injetada multiponto do E7J de quatro em linha, unida a uma caixa manual JH3 de cinco velocidades. O equipamento era melhor do que no modelo Nova, já que ar condicionado, rodas de liga leve e vidros dianteiros elétricos estavam disponíveis para as versões mais sofisticadas. O SupeRNova foi vendido em cinco níveis de acabamento diferentes: "Europa", "Confort", "Rapsodie", versão top "Clima" e edição especial "Campus". O carro estava em conformidade com o regulamento de emissões da Euro 2, conforme exigido pelos regulamentos para automóveis produzidos internamente. Algumas das versões de 2003 eram compatíveis com a Euro 3.